# Fred Bevan
Frederick Edward T. Walter "Fred" Bevan (27 tháng 2 năm 1879 – 1935) là một cầu thủ bóng đá người Anh thi đấu ở Football League cho Manchester City, Bury, Fulham, Derby County và Clapton Orient.